# 1634년
1634년은 일요일로 시작하는 평년이다.

## 연호
- 명(明) 숭정(崇禎) 7년
- 후금(後金) 천총(天聰) 8년
- 일본(日本) 간에이(寛永) 11년
- 후 레 왕조(後黎朝) 득롱(德隆) 6년

## 기년
- 류큐(琉球) 쇼호왕(尚豊王) 14년
- 명(明) 의종 숭정제(毅宗 崇禎帝) 7년
- 후금(後金) 태종 천총가한(太宗 天聰可汗) 8년
- 조선(朝鮮) 인조(仁祖) 12년
- 후 레 왕조(後黎朝) 신종(神宗) 16년

## 탄생
- 3월 18일 - 프랑스의 작가 라파예트 부인. (~1693년)
- 6월 20일 - 사보이아의 공작 카를로 에마누엘레 2세 디 사보이아 공작. (~1675년)
- 9월 26일 - 조선시대 후기의 권신 김석주. (~1684년)
- 12월 15일 - 덴마크의 시인 토마스 킹고. (~1703년)

## 사망
- 2월 25일 - 알브레히트 폰 발렌슈타인. (1583년~)
- 9월 3일 - 영국의 사업가, 판사, 정치인 에드워드 코크. (1552년~)